# 甘棠站
甘棠站位于皖赣铁路上，距离火龙岗站475千米，距离贵溪站75千米，建于1975年:242。车站不办理客货运业务，仅办理列车通过、停靠作业，曾经设有通往桥头丘煤矿的专用线:249，每日有一对来往景德镇和南昌的旅客列车在该站办理通勤乘降业务。2014年，皖赣铁路最后一组木枕道岔更换为水泥枕木在甘棠站完成，标志着皖赣铁路南昌局境内线路升级工作正式完成。
车站于2023年10月被撤销并拆除。